# Dominikansk bäverråtta
Dominikansk bäverråtta (Plagiodontia aedium) är en gnagare i familjen bäverråttor. Den är idag  den enda arten i sitt släkte men fram till 1600-talet fanns ytterligare två arter.

## Utseende
Den dominikanska bäverråttan blir 31 till 41 cm lång (huvud och bål), har en 12,5 till 15 cm lång svans och väger cirka 1,25 kg. Arten liknar råttor i utseende men är inte närmare släkt med dessa. Den korta täta pälsen har en gråbrun färg, huvudet är robust och den jämförelsevis korta svansen saknar nästan hår och bär istället fjäll. Pälsen är ljusare på undersidan. Fem fingrar respektive tår förekommer vid alla extremiteter. Tummen har en nagel och alla andra tår har klor.

## Utbredning och habitat
Dominikansk bäverråtta lever på Hispaniola samt på ön Île de la Gonâve i närheten. Habitatet utgörs av skogar från kusten upp till 2 000 meter över havet.

## Ekologi
Enligt olika iakttagelser finns populationer med avvikande beteende. Några individer vistas främst på marken och de har underjordiska bon. Andra individer klättrar i växtligheten och använder trädens håligheter eller andra gömställen som viloplats. Arten är aktiv på natten och äter olika växtdelar som rötter, frukter, bark, blad och unga växtskott. Enligt befolkningen på Hispaniola lever en hanne och en hona i par. I olika avhandlingar listas dräktighetstider mellan 119 och 150 dagar. En kull har vanligen en eller sällan två ungar. Med människans vård kan dominikansk bäverråtta nästan leva 10 år.

## Status
Gnagaren dödas av bönder som betraktar den som skadedjur på odlade växter. Arten hotas dessutom av habitatförstöring. Flera individer faller offer för introducerade djur som tamkatter, manguster, hundar eller råttor. IUCN uppskattar att beståndet minskade med 50 procent i loppet av 30 år (tre generationer) och listar den dominikanska bäverråttan som starkt hotad (EN).